# Dilophus flavihalter
Dilophus flavihalter är en tvåvingeart som beskrevs av Edwards 1930. Dilophus flavihalter ingår i släktet Dilophus och familjen hårmyggor. Inga underarter finns listade i Catalogue of Life.